# Myosoton aquaticum
Myosoton aquaticum là loài thực vật có hoa thuộc họ Cẩm chướng. Loài này được (L.) Moench mô tả khoa học đầu tiên năm 1794.